# Zagorje (miasto Ogulin)
Zagorje – wieś w Chorwacji, w żupanii karlowackiej, w mieście Ogulin. W 2011 roku liczyła 115 mieszkańców.